# 崇文總目
《崇文總目》，徽宗時改名《秘書總目》，凡六十六卷，是宋代的官修書目，是北宋最大的目錄書。

## 历史
景祐元年（1034年），宋仁宗命翰林學士張觀、李淑、宋祁等校定整理三館與秘閣藏書，去蕪存菁、刊其訛舛，編成書目，不久又命翰林學士王堯臣、聶冠卿、郭稹、呂公綽、王洙、歐陽修等人校正條目，討論撰次，又仿唐代《開元群書四部錄》，編列書目。歷七年至慶曆元年七月成書60卷，慶曆元年（1041年）十二月，由翰林學士王堯臣上奏，賜名崇文總目，是中國現存最早的一部國家書目（已殘缺）。「崇文總目」著錄豐富、體例完備，著錄經籍共3445部，30669卷，每類有敘釋即類序，每書有解題。體例為後來的晁公武、陳振孫所效法，因篇帙繁多，抵啎之處自所難免，後代有所修訂，如：黃伯思《東觀餘論》摘17條，焦竑《國史經籍志》有22條。鄭樵作《通志·藝文略》，建議廢《崇文總目》之解題，更在《校讎略》中譏諷每書下的序釋文繁無用。崇文總目上承唐代“開元群書四部錄”之餘緒，下啟清代“四庫全書總目”之先河，其間八百多年間，是唯一一部卷帙浩繁、體例完備的官修目錄。宋朝崇文三館和秘閣曾多次失火，補缺端靠「崇文總目」。清初開四庫館，清儒自《永樂大典》等書輯出敘釋。《四庫全書總目》贊之“冊府之驪淵，藝林之玉圃”。

## 目錄
- 經部：易、書、詩、禮、樂、春秋、孝經、論語、小學。
- 史部：正史、編年、實錄、雜史、偽史、職官、儀注、刑法、地理、氏族、歲時、傳記、目錄。
- 子部：儒家、道家、法家、名家、墨家、縱橫家、雜家、農家、小說、兵家、 類書、算術、藝術、醫書、卜筮、天文占書、曆數、五行、道書、釋書。
- 集部：總集、別集、文史。

## 外部連結
- 宋代『崇文總目』之探討 （页面存档备份，存于）